# Keresztesi Pál
Keresztesi Pál (Debrecen, ? – Debrecen, 1734. január 26.) orvosdoktor.

## Élete
Debreceni származású, 1711. június 6-án a debreceni iskola felső osztályaiba lépett. 1720-1721-ben Nagykőrösön volt rektor. 1723. augusztus 9-én a franekeri egyetemre iratkozott be és 1725. január 25-én ott nyert orvosdoktori oklevelet, és a teológiát is elvégezvén, 1730-tól Nagykőrösön volt lelkész, majd 1733-tól a debreceni külső kórházban alkalmazták lelkésznek.

## Munkái
- Carmen acrostichoparomoeum. Franequerae, 1723.
- Dissertationis medico theologicae pars prior de utilitate ac necessitate medicinae in S. S. interpretanda, tam in genere, quam in specie in illustri loco Jobi X. 8-12 explicando; pars posterior, sive exegesis vexatissimi loci Eccl. XII. 1-7, ex quo ulterius demonstratur summa medicinae utilitas & necessitas in S. S. praecipue in h. l. interpretando in specie. Uo. 1725.
- Disputatio medica inauguralis de somnambulis seu noctambulis... Uo. 1725.
- Dissertatio medico-theologica complectens historiam medicam gentis hebraeae ex libris V T. Uo. 1725.